# NGC 5184
NGC 5184 este o liner situată în constelația Fecioara. A fost descoperită în 11 aprilie 1787 de către William Herschel. Se află la o distanță de 65,46 de megaparseci de Pământ.